# Bietschhorn
Bietschhorn (Król Valais) – szczyt w Alpach Berneńskich, części Alp Zachodnich. Leży w Szwajcarii w kantonie Valais. Północno-wschodnie i południowe stoki góry są rezerwatem znajdującym się na liście światowego dziedzictwa UNESCO, razem ze szczytem Jungfrau oraz lodowcem Aletschgletscher. Szczyt można zdobyć ze schronisk Bietschhorn Hütte (2565 m) lub Baltschiederklause (2783 m).
Pierwszego wejścia dokonali Leslie Stephen, Anton Siegen, Johann Siegen i Joseph Ebener 13 sierpnia 1859 r.